# Michele Moro
Michele Moro (Bassano del Grappa, 18 luglio 1965) è un ex ciclista su strada italiano.
Professionista dal 1987 al 1993, vinse una edizione del Trofeo dello Scalatore.

## Palmarès
- 1983 (dilettanti)

Schio-Ossario del Pasubio
- 1985 (dilettanti)

Bassano-Monte Grappa
Bologna-Raticosa
- 1986 (dilettanti)

Bassano-Monte Grappa
Classifica generale Giro del Veneto e delle Dolomiti
- 1989 (Selca, tre vittorie)

2ª prova Trofeo dello Scalatore (Selva di Val Gardena > Selva di Val Gardena)
Classifica generale Trofeo dello Scalatore
6ª tappa Settimana Ciclistica Internazionale (Caltagirone > Agrigento)
- 1990 (Italbonifica, ua vittoria)

3ª tappa Giro di Puglia (Bitonto > Ginosa)

## Piazzamenti

### Grandi giri
- Giro d'Italia

1988: 59º
1991: 24º
1992: 61º
1993: 128º

### Classiche monumento
- Milano-Sanremo

1987: 155º
1988: 52º
1989: 68º
- Liegi-Bastogne-Liegi

1993: 87º
- Giro di Lombardia

1988: 20º
1990: 43º
1991: 60º